# Långnäsudden (naturreservat, Älvdalens kommun)
Långnäsudden är ett naturreservat i Älvdalens kommun i Dalarnas län.
Området är naturskyddat sedan 2011 och är 89 hektar stort. Reservatet omfattar natur på en udde i sjön Tyri och natur söder därom. Det består av myrmark och tallbevuxna moränkullar. Björnån avgränsar reservatet i söder och här finns granskog och en del lövträd.